# RSX-11
RSX-11 (Real-Time System eXecutive) is een stopgezette familie van multi-user realtimebesturingssystemen voor PDP-11-minicomputers, uitgebracht door Digital Equipment Corporation (DEC) in 1972. RSX-11 werd in de late jaren 1970 en vroege jaren 80 op grote schaal gebruikt voor procescontrole. RSX-11 was invloedrijk in de ontwikkeling van latere besturingssystemen zoals VMS en Windows NT.

## Geschiedenis
RSX-11 begon als een portering naar de PDP-11-architectuur van het eerdere RSX-15-besturingssysteem voor de PDP-15-minicomputer, dat voor het eerst in 1971 werd uitgebracht. De portering leverde twee kleine op ponsband gebaseerde real time executives op (RSX-11A, RSX-11C), die later beperkte ondersteuning voor harde schijven kregen (RSX-11B). RSX-11B evolueerde vervolgens naar het volwaardige disk operating system RSX-11D, dat voor het eerst verscheen op de PDP-11/40 en PDP-11/45 begin 1973.
Terwijl RSX-11D voltooid werd, werkte Digital aan een variant met een kleine geheugenvoetafdruk genaamd RSX-11M, waarvan de eerste versie in 1973 uitgebracht werd. Principes die voor het eerst werden toegepast in RSX-11M kwamen later ook voor in DEC's VMS en Microsoft's Windows NT.
Er werden twee afgeleiden van RSX-11M ontwikkeld: RSX-20F voor gebruik op de PDP-11/40 front-end processor van de KL10 PDP-10 CPU en RSX-11S, een geheugenresidente versie voor gebruik in realtime embedded systemen.
Ondertussen werd RSX-11D verder ontwikkeld: In de periode 1972-1976 werd het systeem opnieuw ontworpen en volgde er een eerste commerciële release. Er werd ook ondersteuning voor de 22 bits PDP-11/70 toegevoegd. In het Verenigd Koninkrijk werd het IAS-besturingssysteem ontwikkeld, een variant van RSX-11D die geschikter was voor timesharing.
Het eigendomsrecht van RSX-11S, RSX-11M, RSX-11M Plus en Micro/RSX werd in maart 1994 overgedragen van Digital naar Mentec Inc., de Amerikaanse dochteronderneming van het Iers bedrijf Mentec Limited dat gespecialiseerd was in PDP-11 hardware- en softwareondersteuning.
Het eigendomsrecht van RSX-11A, RSX-11B, RSX-11C, RSX-11D en IAS is nooit van eigenaar veranderd, het kwam in 1998 bij Compaq terecht toen het Digital overnam  en vervolgens in 2002 bij Hewlett-Packard.

## Versies

### Belangrijkste versies
- RSX-11A, RSX-11C – Kleine real time executives op ponsband.
- RSX-11B – Kleine real time executive op basis van RSX-11C met ondersteuning voor I/O naar harde schijf.
- RSX-11D – Een multi-user diskgebaseerd systeem, later geëvolueerd naar IAS.
- IAS – Een timesharing-georiënteerde variant van RSX-11D die ongeveer tegelijkertijd met de PDP-11/70 werd uitgebracht.
- RSX-11M – Een multi-user-versie die populair was op alle PDP-11-modellen.
- RSX-11S – Een geheugenresidente versie van RSX-11M die wordt gebruikt in realtime embedded systemen. RSX-11S applicaties werden ontwikkeld onder RSX-11M.
- RSX-11M-Plus – Een veel uitgebreidere versie van RSX-11M, oorspronkelijk ontworpen om de multi-processor PDP-11/74 te ondersteunen,[11] een computer die nooit werd uitgebracht, maar RSX-11M-Plus werd toen veel gebruikt als standaardbesturingssysteem op de PDP-11/70. Een van de voordelen van RSX-11M-Plus ten opzichte van RSX-11M is dat het grotere programma's ondersteunt.

### Hardware-specifieke varianten
- RSX-20F – Aangepaste versie van RSX-11M voor gebruik als besturingssysteem op PDP-11/40 front-end processor voor de DEC KL10 processor.[7]
- Micro/RSX – Een vooraf gegenereerde volledige versie van RSX-11M-Plus met hardware-autoconfiguratie, specifiek geïmplementeerd voor de MicroPDP-11-systemen. Later vervangen door RSX-11M-Plus.
- P/OS – Een versie van RSX-11M-Plus die gericht was op de DEC Professional-familie van PDP-11-gebaseerde personal computers.[12]